# Liste des évêques et archevêques de Trèves
L'électorat de Trèves était l'une des principautés ecclésiastiques du Saint-Empire romain germanique. Son titulaire faisait partie des sept (puis huit) princes-électeurs ayant la charge d'élire l'empereur romain germanique, selon les règles précisées par la bulle d'Or de Nuremberg de Charles IV du Saint-Empire en 1356.

## Avant 1000

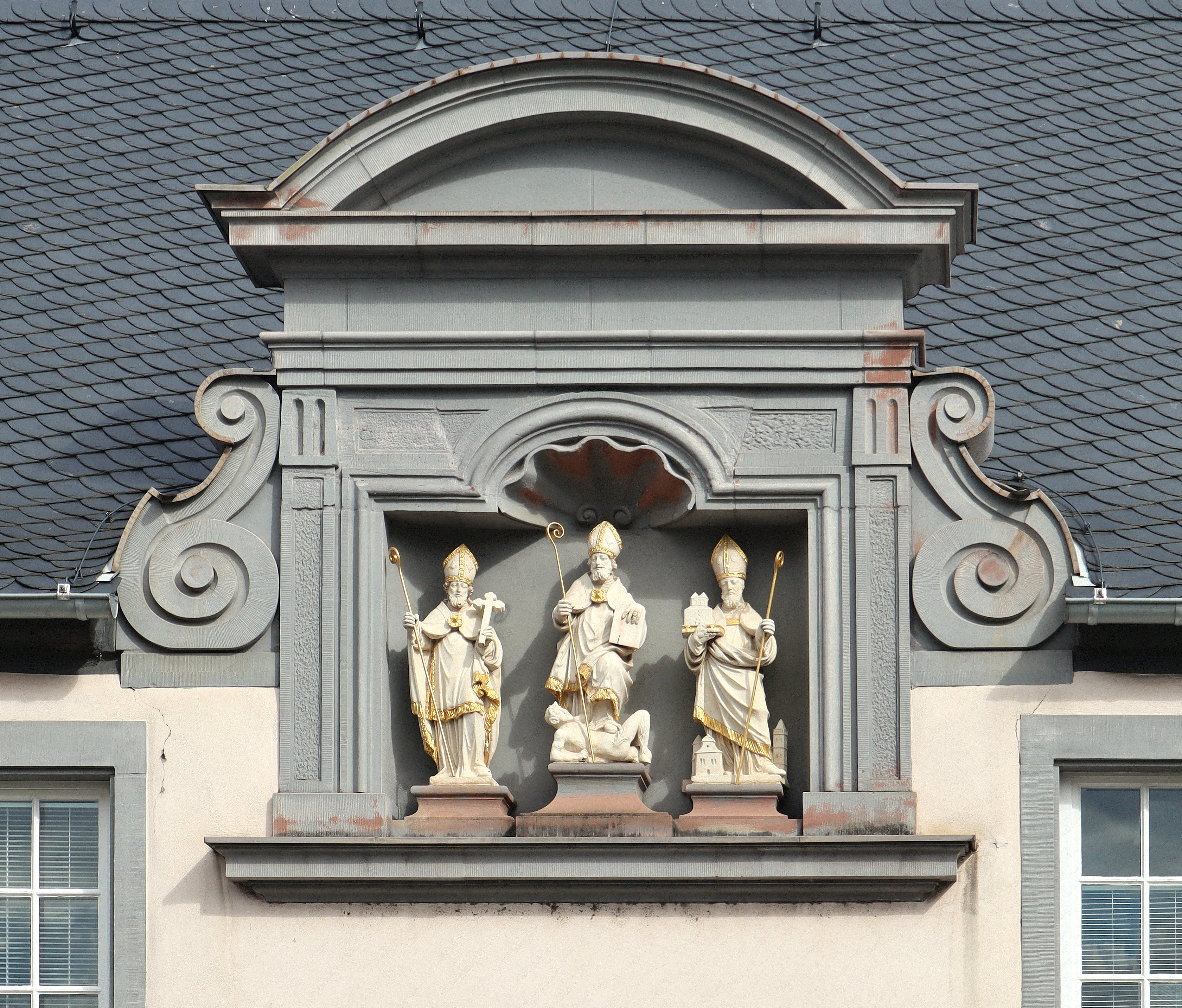
Les trois premiers saints évêques de Trèves, Eucharius, Valerius et Maternus

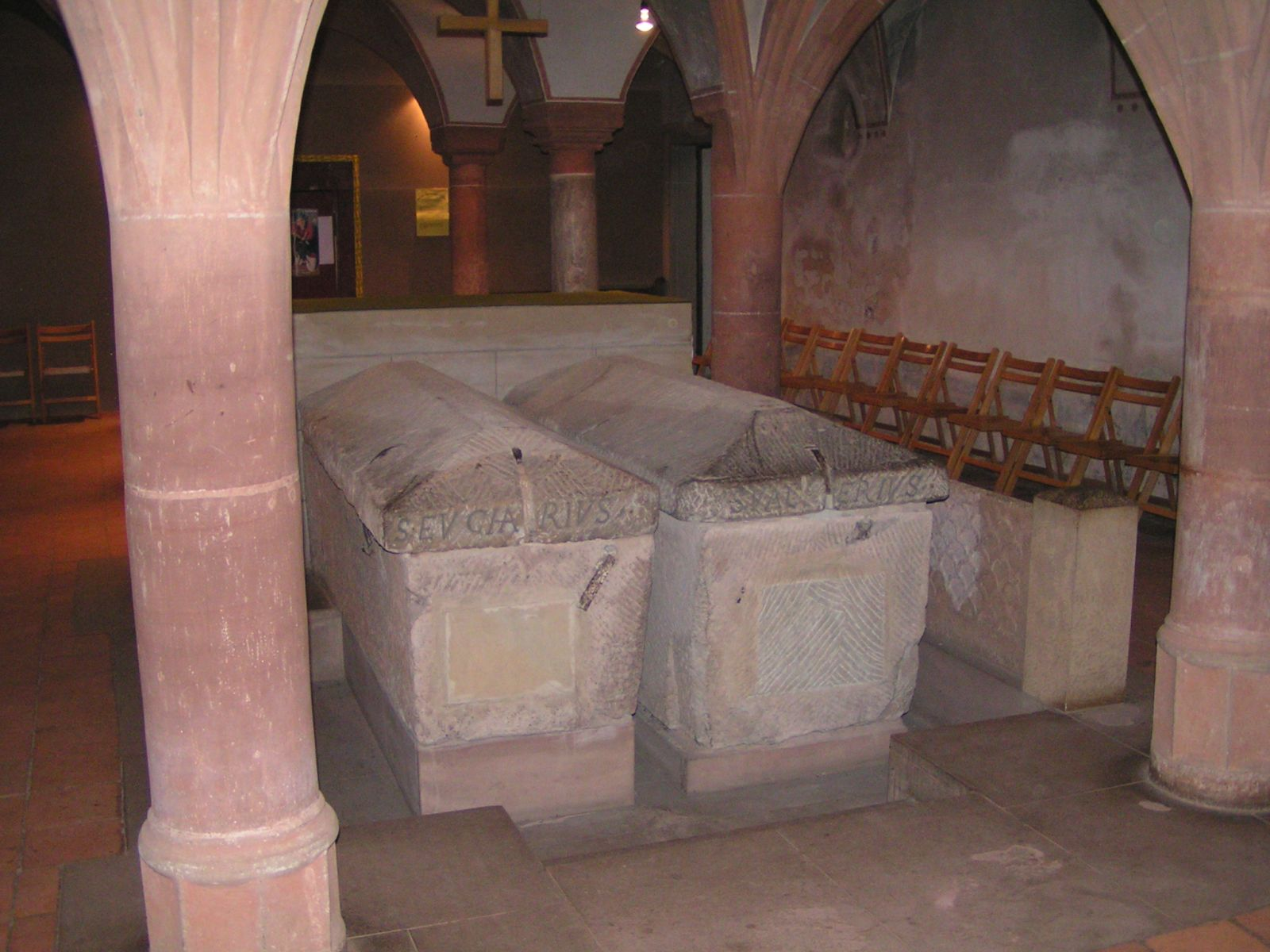
Les tombes des deux premiers saints évêques de Trèves, Eucharius et Valerius, dans la crypte de l'abbaye bénédictine Saint-Matthias de Trèves

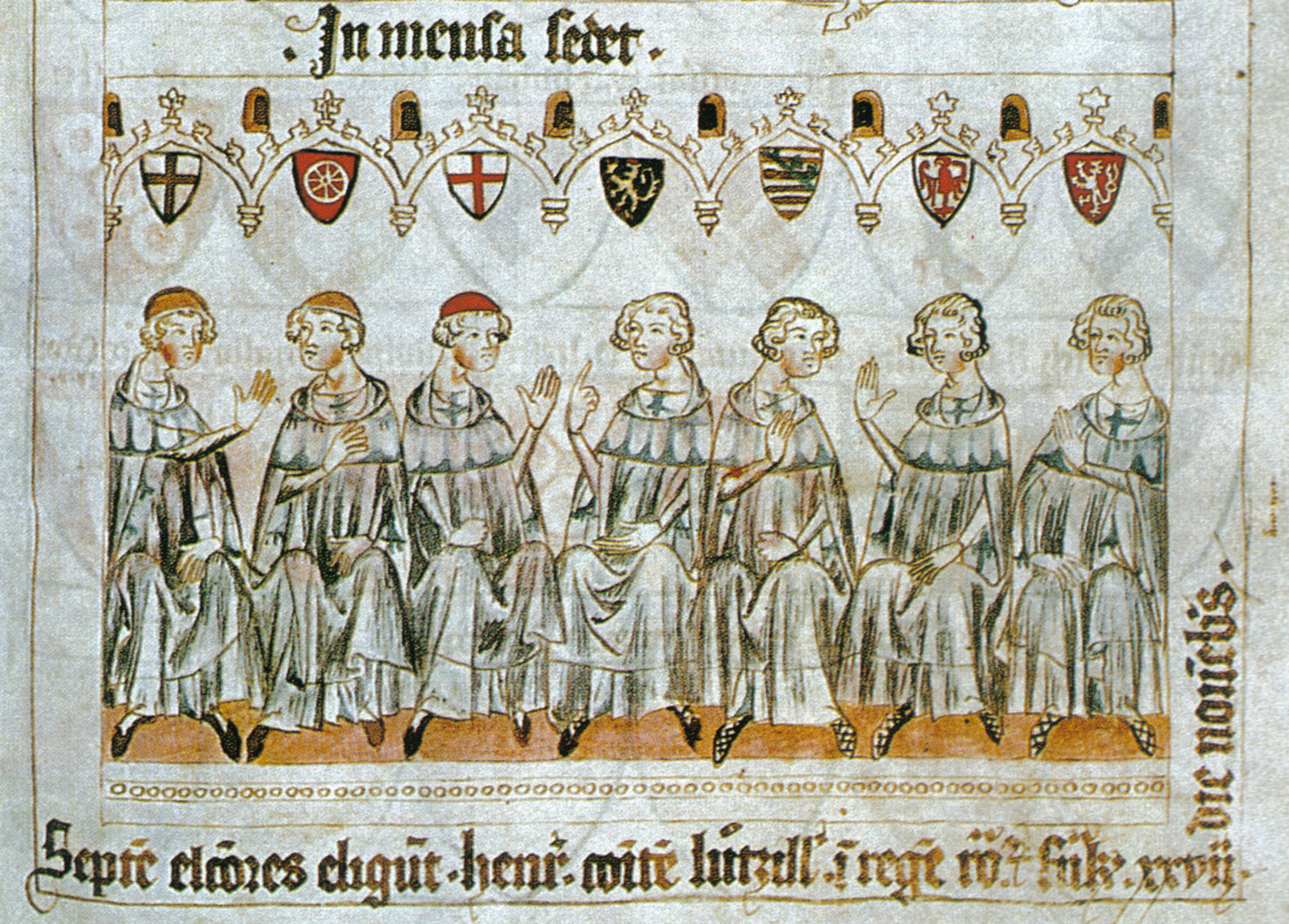
Les sept princes-électeurs élisent Henri VII Roi des Romains. On peut identifier aux blasons, de gauche à droite : l’archevêque de Cologne, l’archevêque de Mayence et l’archevêque de Trèves, le comte palatin du Rhin, le duc de Saxe, le margrave de Brandebourg et le roi de Bohême.

- Auspicius de Trèves vers 130, incertain
- saint Euchaire (Eucharius) vers 250[1]
- Saint Valère (Valerius) après 250
- Saint Valentin vers 300
- Saint Materne (Maternus) vers 300-vers 313
- Saint Agrice (Agricius ou Agrippinus) 314-329
- Saint Maximin de Trèves vers 329–346
- Saint Paulin de Trèves (Paulinus) 347–358
- Saint Bonose 358–373
- Saint Britto 374–386
- Saint Félix 386–398
- Mauritius II 398–407
- Leontius 407–409
- Auctor II 409–427
- Saint Severus 428–455
- Cyrille 455–457
- Jamblique 457–458
- Evemerus 458–461
- Marcus II 461–465
- Volusien 465–469
- Miletius 469–476
- Saint Modestus 476–479
- Maximien 479–499
- Saint Fibicius 500–526
- Abrunculus (Aprunentius) 526–527
- Saint Nicetius de Trèves (ou Nicetas) 527–566
- Saint Rusticus II 566–573
- Saint Magnéric 573–596
- Gundwich 596–600
- Sibald 600–626
- Saint Modoald 626–645
- Saint Numérien (Numerianus) 645–666[2],[3]
- Hydulphe 665–671, † 707
- Saint Basinus 671–697 † 706 ?
- Saint Leudwinus (ou Liutwinus) 697–718
- Milon de Trèves 718–758
- Wermad 758–791
- Richbod (de) 791–804, premier archevêque
- Waso 804–809
- Amalaire 809–814
- Hetton 814–847
- Thietgaud 847–868
- Bartholf de Vettéravie (de) 869–883
- Radbod 883–915
- Rudgar 915–930
- Robert 931–956
- Henri Ier (de) 956–964
- Thierry Ier 965–977
- Egbert 977–993
- Ludolphe 994–1008

## De 1000 à 1242
- Mégingaud de Trèves ou Megingod (de) 1008–1015
- Poppon de Babenberg 1016–1047
- Eberhard (de) 1047–1066
- Cunon Ier de Vettéravie (Conrad) 1066–1066
- Udon de Nellenburg 1066–1078
- Egilbert de Rothenburg, 1079–1101
- Bruno de Bretten (ou de Lauffen) 1102–1124
- Gottfrid (de) 1124–1127
- Meginher (de) 1127–1130
- Albéron de Montreuil (ou von Munsterol) 1131–1152
- Hillin de Falmagne (ou von Fallemanien) 1152–1169
- Arnaud Ier de Vaucourt (Arnold I. von Valancourt) 1169–1183
- Folmar de Carden (en) (Folmar von Karden) 1183–1189
- Jean Ier 1189–1212
- Théodoric II (Dietrich von Wied) 1212–42

## Archevêque et prince-électeur de 1242 à 1803
- Arnaud d'Isenburg 1242-1259 **
- Henri de Fenétrange 1260-1286
- Bohémond de Vansberg 1286-1299
- Diether de Nassau 1300-1307

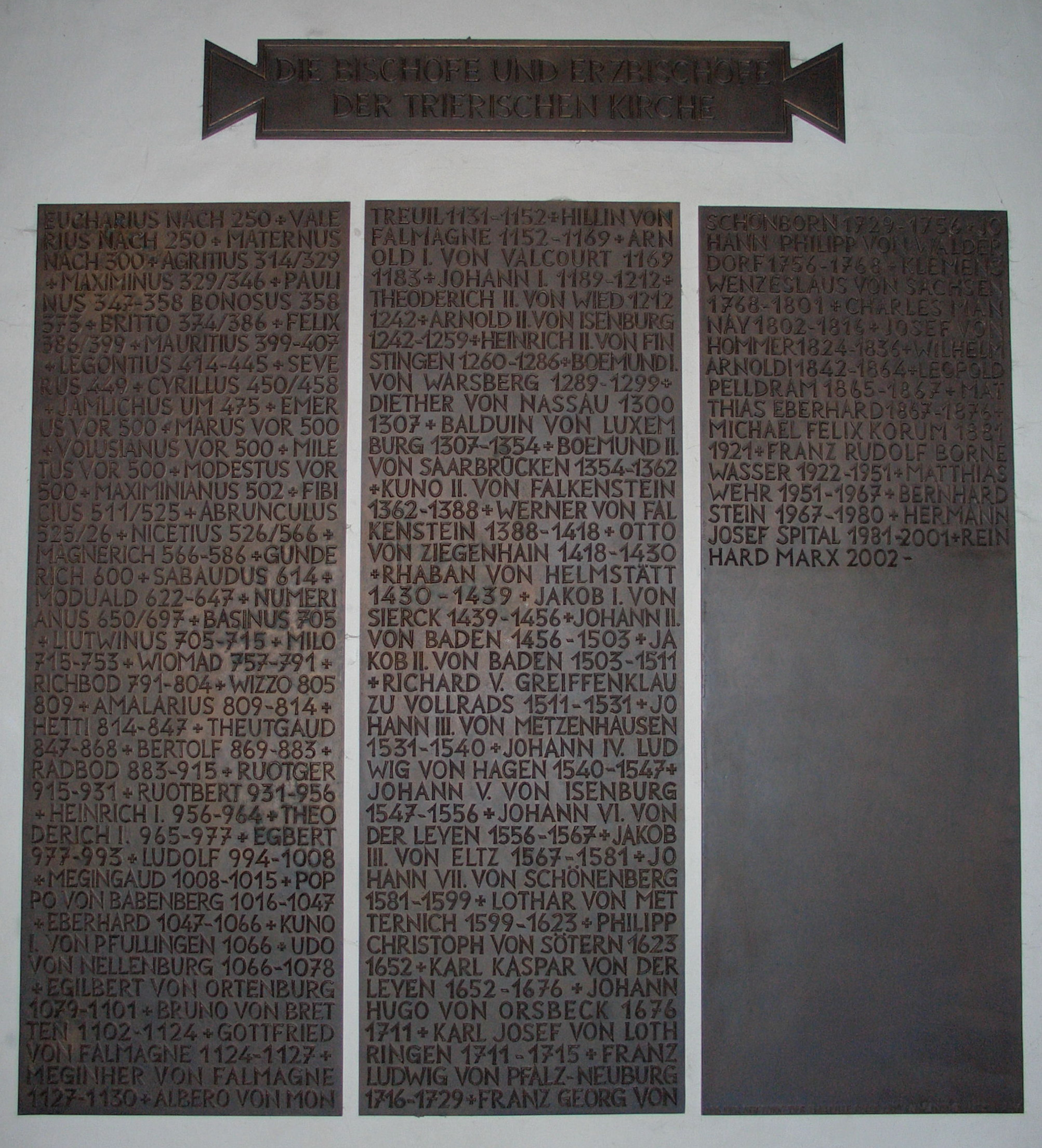
Plaque commémorative de tous les évêques de Trèves, dans la cathédrale de Trèves.

- Henri II de Virnebourg 1300-1306 (contesté)
- Baudouin de Luxembourg 1307-1354
- Bohémond de Sarrebruck 1354-1361
- Cunon II de Falkenstein 1362-1388
- Werner de Falkenstein 1388-1418
- Othon de Ziegenheim 1418-1430
- Raban de Helmstatt 1430-1438
- Jacques de Sierck 1439-1456 (suspendu en 1446-1447, remplacé par Jean VI de Bourgogne)
- Jean II de Bade 1456-1503
- Jacques de Bade 1503-1511
- Richard von Greiffenklau zu Vollrads 1511-1531
- Jean de Metzenhausen 1531-1540
- Jean-Louis de Hagen 1540-1547
- Jean d’Isembourg 1547-1556
- Jean de Leyen 1556-1567
- Jacques d’Eltz 1567-1581
- Jean de Schönenberg 1581-1599
- Lothaire de Metternich (de) 1599-1623
- Philipp Christoph von Sötern 1623-1652
- Charles-Gaspard von der Leyen 1652-1676
- Jean-Hugues d’Orsbeck 1676-1711
- Charles-Joseph de Lorraine 1711-1715
- François-Louis de Palatinat-Neubourg 1716-1729
- François-Georges de Schönborn 1729-1756
- Jean-Philippe de Walderdorff 1756-1768
- Clément-Wenceslas de Saxe 1768-1801

## Depuis 1802
- Charles Mannay (1802–1816)
  - Vacance du siège (1816–1824)
- Joseph von Hommer (de) (1824–1836)
- Wilhelm Arnoldi (de) (1842–1864)
- Leopold Pelldram (1865–1867)
- Matthias Eberhard (de) (1867–1876)
- Michael Felix Korum (de) (1881–1921)
- Franz Rudolf Bornewasser (de) (1922–1951)
- Matthias Wehr (de) (1951–1966)
- Bernhard Stein (de) (1967–1980)
- Hermann Josef Spital (de) (1981–2001)
- Reinhard Marx (2002–2008)
- Stephan Ackermann (depuis le 8 avril 2009)